# Messestädte-Pokal 1969/70
Der 12. Messestädte-Pokal wurde in der Saison 1969/70 ausgespielt. Der FC Arsenal gewann das in Hin- und Rückspiel ausgetragene Finale gegen RSC Anderlecht und holte damit seinen ersten europäischen Titel. Torschützenkönig wurde Paul Van Himst von RSC Anderlecht mit zehn Toren.

## 1. Runde
|                      | Gesamt |                    | Hinspiel | Rückspiel |
| -------------------- | ------ | ------------------ | -------- | --------- |
| Valur Reykjavík      | 0:8    | RSC Anderlecht     | 0:6      | 0:2       |
| Jeunesse Esch        | 3:6    | Coleraine FC       | 3:2      | 0:4       |
| Dunfermline Athletic | 4:2    | Girondins Bordeaux | 4:0      | 0:2       |
| FK Vojvodina         | 1:2    | Gwardia Warschau   | 0:1      | 1:1       |
| Hvidovre IF          | 1:4    | FC Porto           | 1:2      | 0:2       |
| Dundee United        | 1:3    | Newcastle United   | 1:2      | 0:1       |
| Vitória Guimarães    | 2:1    | Baník Ostrava      | 1:0      | 1:1       |
| Rosenborg Trondheim  | 1:2    | FC Southampton     | 1:0      | 0:2       |
| Vitória Setúbal      | 7:2    | Rapid Bukarest     | 3:1      | 4:1       |
| FC Liverpool         | 14:00  | FC Dundalk         | 10:00    | 4:0       |
| UD Las Palmas        | 0:1    | Hertha BSC         | 0:0      | 0:1       |
| Juventus Turin       | 5:2    | Lokomotive Plowdiw | 3:1      | 2:1       |
| Lausanne-Sports      | 2:4    | Rába ETO Győr      | 1:2      | 1:2       |
| FC Barcelona         | 6:0    | Boldklubben 1913   | 4:0      | 2:0       |
| Hansa Rostock        | 3:2    | Panionios Athen    | 3:0      | 0:2       |
| Inter Mailand        | 4:0    | Sparta Prag        | 3:0      | 1:0       |
| FC Zürich            | 4:5    | FC Kilmarnock      | 3:2      | 1:3       |
| Slawia Sofia         | 3:1    | FC Valencia        | 2:0      | 1:1       |
| TSV 1860 München     | 3:4    | Skeid Oslo         | 2:2      | 1:2       |
| Dinamo Bacău         | 7:0    | FC Floriana        | 6:0      | 1:0       |
| Royale Charleroi SC  | 5:2    | NK Zagreb          | 2:1      | 3:1       |
| FC Rouen             | 2:1    | FC Twente Enschede | 2:0      | 0:1       |
| Sporting Lissabon    | 6:2    | LASK Linz          | 4:0      | 2:2       |
| FC Arsenal           | 3:1    | Glentoran FC       | 3:0      | 0:1       |
| FC Carl Zeiss Jena   | 1:0    | Altay İzmir        | 1:0      | 0:0       |
| Aris Saloniki        | 1:4    | US Cagliari        | 1:1      | 0:3       |
| CE Sabadell          | 3:5    | FC Brügge          | 2:0      | 1:5       |
| Partizan Belgrad     | 2:3    | Újpesti Dózsa SC   | 2:1      | 0:2       |
| VfB Stuttgart        | 4:1    | Malmö FF           | 3:0      | 1:1       |
| FC Metz              | 2:3    | SSC Neapel         | 1:1      | 1:2       |
| Hannover 96          | 2:4    | Ajax Amsterdam     | 2:1      | 0:3       |
| Wiener Sport-Club    | 5:6    | Ruch Chorzów       | 4:2      | 1:4       |

## 2. Runde
|                      | Gesamt    |                  | Hinspiel | Rückspiel |
| -------------------- | --------- | ---------------- | -------- | --------- |
| RSC Anderlecht       | 13:40     | Coleraine FC     | 6:1      | 7:3       |
| Dunfermline Athletic | 3:1       | Gwardia Warschau | 2:1      | 1:0       |
| FC Porto             | 0:1       | Newcastle United | 0:0      | 0:1       |
| Vitória Guimarães    | 4:8       | FC Southampton   | 3:3      | 1:5       |
| Vitória Setúbal      | (a)3:3(a) | FC Liverpool     | 1:0      | 2:3       |
| Hertha BSC           | 3:1       | Juventus Turin   | 3:1      | 0:0       |
| Rába ETO Győr        | 2:5       | FC Barcelona     | 2:3      | 0:2       |
| Hansa Rostock        | 2:4       | Inter Mailand    | 2:1      | 0:3       |
| FC Kilmarnock        | 4:3       | Slawia Sofia     | 4:1      | 0:2       |
| Skeid Oslo           | 0:2       | Dinamo Bacău     | 0:0      | 0:2       |
| Royale Charleroi SC  | (a)3:3(a) | FC Rouen         | 3:1      | 0:2       |
| Sporting Lissabon    | 0:3       | FC Arsenal       | 0:0      | 0:3       |
| FC Carl Zeiss Jena   | 3:0       | US Cagliari      | 2:0      | 1:0       |
| FC Brügge            | (a)5:5(a) | Újpesti Dózsa SC | 5:2      | 0:3       |
| VfB Stuttgart        | 0:1       | SSC Neapel       | 0:0      | 0:1       |
| Ajax Amsterdam       | 9:1       | Ruch Chorzów     | 7:0      | 2:1       |

## 3. Runde
|                    | Gesamt    |                      | Hinspiel | Rückspiel |
| ------------------ | --------- | -------------------- | -------- | --------- |
| RSC Anderlecht     | (a)3:3(a) | Dunfermline Athletic | 1:0      | 2:3       |
| Newcastle United   | (a)1:1(a) | FC Southampton       | 0:0      | 1:1       |
| Vitória Setúbal    | 1:2       | Hertha BSC           | 1:1      | 0:1       |
| FC Barcelona       | 2:3       | Inter Mailand        | 1:2      | 1:1       |
| FC Kilmarnock      | 1:3       | Dinamo Bacău         | 1:1      | 0:2       |
| FC Rouen           | 0:1       | FC Arsenal           | 0:0      | 0:1       |
| FC Carl Zeiss Jena | 4:0       | Újpesti Dózsa SC     | 1:0      | 3:0       |
| SSC Neapel         | 1:4       | Ajax Amsterdam       | 1:0      | 0:4 n. V. |

## Viertelfinale
|                    | Gesamt    |                  | Hinspiel | Rückspiel |
| ------------------ | --------- | ---------------- | -------- | --------- |
| RSC Anderlecht     | (a)3:3(a) | Newcastle United | 2:0      | 1:3       |
| Hertha BSC         | 1:2       | Inter Mailand    | 1:0      | 0:2       |
| Dinamo Bacău       | 1:9       | FC Arsenal       | 0:2      | 1:7       |
| FC Carl Zeiss Jena | 4:6       | Ajax Amsterdam   | 3:1      | 1:5       |

## Halbfinale
|                | Gesamt |                | Hinspiel | Rückspiel |
| -------------- | ------ | -------------- | -------- | --------- |
| RSC Anderlecht | 2:1    | Inter Mailand  | 0:1      | 2:0       |
| FC Arsenal     | 3:1    | Ajax Amsterdam | 3:0      | 0:1       |

## Finale

### Hinspiel
| RSC Anderlecht                                | RSC Anderlecht | FC Arsenal | FC Arsenal |
| --------------------------------------------- | --- | --- | ---------- |
| RSC Anderlecht                                | \| 22. April 1970 in Brüssel (Stade Émile Versé) \| \| Ergebnis: 3:1 (2:0) \| \| Zuschauer: 37.000 \| \| Schiedsrichter: Rudolf Scheurer ( Schweiz) \| | \| 22. April 1970 in Brüssel (Stade Émile Versé) \| \| Ergebnis: 3:1 (2:0) \| \| Zuschauer: 37.000 \| \| Schiedsrichter: Rudolf Scheurer ( Schweiz) \|                                                     | FC Arsenal |
| RSC Anderlecht                                | Jean-Marie Trappeniers – Georges Heylens, Jean Cornelis (68. Alfons Peeters) – Thomas Nordahl, Johnny Velkeneers, Julien Kialunda – Gerard Desanghere, Johan Devrindt, Jan Mulder, Paul Van Himst , Wilfried Puis Cheftrainer: Pierre Sinibaldi ( Frankreich) | Bob Wilson – Peter Storey, Bob McNab – Eddie Kelly, Frank McLintock , Peter Simpson – George Armstrong, Jon Sammels, John Radford, Charlie George (77. Ray Kennedy), George Graham Cheftrainer: Bertie Mee | FC Arsenal |
| RSC Anderlecht                                | 1:0 Johan Devrindt (25.) 2:0 Jan Mulder (30.) 3:0 Jan Mulder (76.) | 3:1 Ray Kennedy (82.) | FC Arsenal |
| 22. April 1970 in Brüssel (Stade Émile Versé) | | |            |
| Ergebnis: 3:1 (2:0)                           | | |            |
| Zuschauer: 37.000                             | | |            |
| Schiedsrichter: Rudolf Scheurer ( Schweiz)    | | |            |

### Rückspiel
| FC Arsenal                           | FC Arsenal | RSC Anderlecht | RSC Anderlecht |
| ------------------------------------ | --- | --- | -------------- |
| FC Arsenal                           | \| 28. April 1970 in London (Highbury) \| \| Ergebnis: 3:0 (1:0) \| \| Zuschauer: 51.612 \| \| Schiedsrichter: Gerhard Kunze ( DDR) \|                                                   | \| 28. April 1970 in London (Highbury) \| \| Ergebnis: 3:0 (1:0) \| \| Zuschauer: 51.612 \| \| Schiedsrichter: Gerhard Kunze ( DDR) \| | RSC Anderlecht |
| FC Arsenal                           | Bob Wilson – Peter Storey, Bob McNab – Eddie Kelly, Frank McLintock , Peter Simpson – George Armstrong, Jon Sammels, John Radford, Charlie George, George Graham Cheftrainer: Bertie Mee | Jean-Marie Trappeniers – Georges Heylens, Maurice Martens – Thomas Nordahl, Johnny Velkeneers, Julien Kialunda – Gerard Desanghere, Johan Devrindt, Jan Mulder, Paul Van Himst , Wilfried Puis Cheftrainer: Pierre Sinibaldi ( Frankreich) | RSC Anderlecht |
| FC Arsenal                           | 1:0 Eddie Kelly (25.) 2:0 John Radford (75.) 3:0 Jon Sammels (76.) | | RSC Anderlecht |
| 28. April 1970 in London (Highbury)  | | |                |
| Ergebnis: 3:0 (1:0)                  | | |                |
| Zuschauer: 51.612                    | | |                |
| Schiedsrichter: Gerhard Kunze ( DDR) | | |                |

## Beste Torschützen
| Rang | Spieler             | Klub                | Tore |
| ---- | ------------------- | ------------------- | ---- |
| 1    | Paul Van Himst      | RSC Anderlecht      | 10   |
| 2    | Roberto Boninsegna  | Inter Mailand       | 9    |
| 3    | Jan Mulder          | RSC Anderlecht      | 6    |
|      | Jon Sammels         | FC Arsenal          | 6    |
|      | Sjaak Swart         | Ajax Amsterdam      | 6    |
| 6    | Claude Bissot       | Royale Charleroi SC | 5    |
|      | Emerich Dembrovszki | Dinamo Bacău        | 5    |
|      | George Graham       | FC Arsenal          | 5    |
|      | John Radford        | FC Arsenal          | 5    |